# Ferenc Sas
Ferenc Sas, appelé aussi Ferenc Sohn (né le 16 août 1915 à Budapest en Autriche-Hongrie et mort le 3 septembre 1988 à Buenos Aires en Argentine) était un joueur international de football juif hongrois, qui jouait au poste de milieu offensif.

## Biographie
Il joue en tout 84 matchs et marque 15 buts entre 1934 et 1938 dans l'équipe du championnat hongrois du MTK Hungária FC.
À partir de l'année 1938, il quitte son pays pour s'installer en Argentine. Il commence tout d'abord par jouer dans le club du CA Boca Juniors pendant deux ans avant de partir pour l'Argentinos Juniors entre 1942 et 1945 (il est champion d'Argentine en 1940). Il termine sa carrière de 1945 à 1948 au Maccabi Buenos Aires.
En international, il joue entre 1936 et 1938 (17 matchs - 2 buts) avec l'équipe de Hongrie de football. Il participe à la coupe du monde 1938 en France où les Hongrois parviennent jusqu'en finale battus par l'Italie (Sas marque un but en demi-finale contre la Suède).